# Ralf Haber
Ralf Haber (* 18. srpna 1962, Altenburg, Durynsko) je bývalý východoněmecký atlet, jehož specializací byl hod kladivem.

## Kariéra
V roce 1981 skončil čtvrtý na juniorském mistrovství Evropy v nizozemském Utrechtu. Na Mistrovství světa v atletice 1983 v Helsinkách neprošel kvalifikací, když nezaznamenal ani jeden platný pokus. V roce 1986 obsadil čtvrté místo na Hrách dobré vůle v Moskvě a na evropském šampionátu ve Stuttgartu se umístil na 6. místě. O rok později vybojoval výkonem 80,76 m bronzovou medaili na druhém ročníku MS v atletice v Římě.
16. května 1988 si vytvořil v Athénách výkonem 83,40 m nový osobní rekord. V témže roce reprezentoval na letních olympijských hrách v jihokorejském Soulu, kde skončil těsně pod stupni vítězů, na 4. místě, když jeho nejdelší pokus měřil 80,44 m. Bronzovou medaili vybojoval výkonem 81,16 m estonský kladivář hájící barvy Sovětského svazu Jüri Tamm.
V roce 1989 na světovém poháru v Barceloně skončil na třetím místě a pomohl Východnímu Německu k celkovému čtvrtému místu.
Čtyřikrát se stal mistrem NDR.